# Det stora slaviska upproret
Det stora slaviska upproret var ett religiöst motiverat uppror av de hedniska polabiska slaverna (venderna), främst lutici och obotriterna, öster om Elbe i nordöstra Tyskland, som år 983 gjorde uppror mot den tysk-romerske kejsarens överhöghet och den kristning den innebar.